# В гостях у Дмитра Гордона
«В гостях у Дмитра Гордона» — авторська програма-інтерв'ю Дмитра Гордона, яка з 1996 року виходить на українському телебаченні та в інтернеті.

## Опис
Формат програми — бесіди з видатними сучасниками: діячами культури, мистецтва, науки, спорту та політики. У різні роки її героями були Микола Амосов, Михайло Горбачов, Володимир Зеленський, Віктор Ющенко, Леонід Кравчук, Олександр Лукашенко, Міхеіл Саакашвілі, Михайло Жванецький, Євген Євтушенко, В'ячеслав Тихонов, Людмила Гурченко, Станіслав Говорухін, Сергій Бубка, Муслім Магомаєв, Ірина Родніна, Едуард Шеварднадзе, Олег Блохін, Юрій Любимов, Владислав Третьяк, Віктор Черномирдін, Пако Рабан, Ірина Хакамада, Йосип Кобзон та інші.
Найчастіше інтерв'ю виходять частинами в кількох програмах. За час існування програми співрозмовниками Гордона стали приблизно 1000 знаменитостей. Ось як сам Гордон говорив про те, як йому вдається домовитися про інтерв'ю:
|  | Справа в тому, що є репутація і в мене, і у програми, яка йде попереду мене. Усі гості знають, що буде цікаво, добре і комфортно. Навіть якщо і буде пресинг, так тільки для того, аби їх відкрити: гості розкажуть про себе з такого боку, що соромно потім не буде. Приміром, Юрій Яковлєв не хотів давати інтерв'ю, але йому подзвонив Роман Віктюк і сказав: «Юра! Це клас, ти отримаєш задоволення!» Яковлєв прийшов – і не пошкодував. |

Інтерв'ю доповнюють архівні кадри і фотографії, які допомагають більше дізнатися про героя. Тривалість програми — до 50 хвилин.

## Історія
- 1996–2003 — TV Табачук;
- 2003–2008, 2010–2015 — Перший національний;
- 2012–2017 — Тоніс;
- З 2017 року — YouTube-канал «В гостях у Гордона»;
- 2017–2019 — 112 Україна;
- 2019 — НАШ (випуски з Миколою Азаровим та Євгенієм Комаровським записувалися у студії телеканалу);
- 2020 — Україна 24 (у розпал президентських виборів у Білорусі в ефірі телеканалу показали випуск з президентом Білорусі Олександром Лукашенком)

## Конфлікт із Першим національним
У березні 2008 року керівництво Першого національного телеканалу ухвалило рішення призупинити вихід «В гостях у Дмитра Гордона» з 1 квітня. В. о. президента телекомпанії Василь Ілащук пояснив це рішення «боротьбою за український національний телепростір». Ось як сам Гордон згадував свою бесіду з Ілащуком:
|  | При зустрічі пан Ілащук сказав мені, що моя передача не може виходити на Першому національному через те, що більшість її героїв російськомовні. «От якщо б ви зробили національно спрямовані, патріотичні програми з людьми, які вільно володіють українською...». – «З розумними, – відповів я, – уже зробив, а з дурнями – навіщо?» |

На захист програми тоді виступили видатні сучасники: Євген Євтушенко, Михайло Задорнов, Віталій Коротич, Людмила Гурченко, Йосип Кобзон, Євгенія Мірошниченко, Роман Віктюк, Віктор Черномирдін, Анатолій Кашпіровський, Леонід Кравчук, Віталій Кличко, Ада Роговцева, Михайло Свєтін, Борис Березовський, Едуард Лимонов, Роман Карцев, Віктор Шендерович, Мирослав Попович, Станіслав Садальський, Юрій Рибчинський, Василь Лановий, Савік Шустер, Володимир Горбулін, Микола Басков, Микола Мозговий, Андрій Данилко, Лариса Кадочникова, Павло Глоба, Микола Касьян, Дмитро Табачник, Алан Чумак, Павло Попович, Олександр Зінченко, Іван Дзюба, Олексій Михайличенко, Руслана Лижичко, Андрій Миколайчук, Ігор Поклад, Отар Кушанашвілі, Микола Гнатюк, Микита Джигурда, Володимир Литвин, Нестор Шуфрич, Таїсія Повалій, Микола Піддубний, Борис Воскресенський, Ян Табачник, Анатолій Хостікоєв, Валерій Борзов, Леонід Жаботинський, Михайло Резнікович, Петро Толочко, Олег Базилевич, Святослав Піскун, Ганна Герман, Гарік Кричевський, Анатолій Гриценко, Ірина Білик, Давид Черкаський, Наталія Могилевська, Віталій і Світлана Білоножки, Тарас Чорновіл та інші.
На телеканал програма повернулася лише після зміни керівництва НТКУ, у 2010 році. Гендиректор НТКУ Єгор Бенкендорф так коментував поновлення виходу «В гостях у Дмитра Гордона» на телеканалі:
|  | Я вважаю, що Гордон – один з небагатьох людей, який може підібрати відомих гостей, і (хоча я не знаю, як це йому вдається) гості йому відкриваються, він веде з ним хороший діалог. І кожна програма цікава, вона відіграє свою роль в історії. |

У лютому 2015 року за ініціативою нового гендиректора НТКУ Зураба Аласанії програму знову було знято з ефіру. Формальним приводом став вихід інтерв'ю Дмитра Гордона з екс-мером Києва Леонідом Черновецьким.

## YouTube-канал програми
Гордон створив YouTube-канал програми «В гостях у Дмитра Гордона» у червні 2012 року. На каналі він публікує повні версії інтерв'ю і фрагменти з них. Станом на серпень 2020 року на каналі «В гостях у Гордона» 1,13 млн підписників. У 2020 році канал отримав від YouTube «Золоту кнопку» — це нагорода, яку платформа присуджує тим авторам, у кого число підписників перевищило 1 млн.
Топ-5 відео за кількістю переглядів на каналі «В гостях у Гордона» (станом на серпень 2020 року):
- Андрій Ілларіонов. Путін, Навальний, Кадиров, Зеленський, Нємцов, нафта, Гаага. «В гостях у Гордона» — 9,8 млн;
- Володимир Зеленський. 1/3. «В гостях у Дмитра Гордона» (2018) — 6,9 млн;
- Леонов: Винуватець загибелі Гагаріна живий, у 88-му році Героєм Радянського Союзу став — 4,9 млн;
- Історик Марк Солонін. «В гостях у Дмитра Гордона» (2019) — 4,8 млн;
- Ігор Коломойський. 1/3. «В гостях у Дмитра Гордона» (2018) — 4,5 млн.

## Творча група
- Продюсер, автор і ведучий: Дмитро Гордон
- Режисери: Олександр Мохнатко, Андрій Узлов
- Композитори: Андрій Миколайчук, Дмитро Гордон-молодший